# メノット
『メノット』は、2005年に公開された日本のサスペンス映画。R-15指定。
藤本綾の映画初主演にして芸能界引退作品であり、劇中でヌードを披露して大胆な濡れ場を演じたことが話題を集めた。「メノット」はフランス語で「手錠」を意味する。

## ストーリー
名家・西徳寺家の姉妹、久美と香織は、毎年夏になると海の見える別荘で過ごすことを恒例としていた。婚約者の津山を連れて訪ねた香織は、先に来ていた久美からここ最近、別荘の修理に2人の男たちが来ていることを聞かされる。工期が終わるまでの1週間、男たちと生活を共にするうち、しだいに香織は妖しい魅力をもつ高塚に心ひかれていく。そんな中、海岸沿いに停められた車中に別荘を張り込む刑事の姿があった…。

## キャスト
- 西徳寺香織 - 藤本綾：学生。
- 西徳寺久美 - 国分佐智子：香織の姉。
- 高塚 - 金子昇：リフォーム屋。カメラマン。
- 友井 - 魚谷輝明：リフォーム屋。
- 津山 - 阿部進之介：香織の婚約者。
- 俊彦 - 甲本雅裕：久美の夫。医師。
- 西徳寺 - 丹治大吾：西徳寺姉妹の父親。病院長。
- 刑事 - 鈴木一功
- 刑事 - 渋谷正次
- 警官 - フジヤマ

## スタッフ
- 製作：GPミュージアムソフト、BLUE PLANET、アクティブ・シネ・クラブ、フィール
- 制作：BLUE PLANET
- 製作：中島仁
- 企画：原田宗一郎
- プロデューサー：宮田三清、鈴木健一、西健二郎
- 脚本：甲谷利恵、及川中
- 撮影監督：西村聡仁
- 照明：岡秀雄
- 録音：梅原淑行
- 美術設計・衣装：十時かの子
- 編集：大塚珠恵
- 音楽プロデューサー：大和朗
- 音楽：神津裕之
- 効果：丹雄二
- 監督補：西保典
- 劇中写真：渡邉英昭
- 制作主任：高山奈央子
- 監督：及川中
- 配給：BLUE PLANET

## DVD
- メノット（2005年9月25日、GPミュージアムソフト） - 本編
- メノット 遺言 覗かれた別荘（2005年8月5日、英知出版）
  - 本編同様に及川監督が演出。姉の久美が最期に残した香織への遺言テープという設定で、映画で語られなかった謎と秘密の部屋で盗撮された映像を含む未公開カットおよびメイキングを収録。67分。
- メノット 遺言 覗かれた別荘 [特別完全版]（2008年2月29日、タキコーポレーション）
  - 上記作品に未公開映像20分を追加収録。87分。